# Sukjong
Sukjong (en coréen : 숙종 ; né le 15 août 1661 et mort le 13 juillet 1720) est le dix-neuvième roi de la Corée en période Joseon.
Il a régné du 17 septembre 1675 jusqu'à sa mort.